# Loisa Andalio
Josefina Loisa Francisco Andalio (Parañaque, Gran Manila, 21 de abril de 1999) es una actriz, bailarina y cantante filipina. Fue vista por primera vez en la televisión filipina en abril de 2014, como compañera de casa de la quinta temporada regular de Pinoy Big Brother, Pinoy Big Brother: All In. Fue la última participante en ser desalojada de la casa, a un lugar de llegar a los Cuatro Grandes finales.

## Carrera
Andalio comenzó como miembro de un grupo de chicas que cantaban y bailaban llamado 3G, formado en 2013.
En 2014, se convirtió en uno de las 18 compañeros de casa en Pinoy Big Brother: All In, la quinta temporada regular y undécima temporada general de Pinoy Big Brother, que mostró a varias personas, desde celebridades hasta compañeros de casa habituales, compitiendo por el título definitivo como el Gran Ganador de PBB. Andalio fue declarada como la última desalojada el 23 de agosto, a solo un lugar de llegar al Big 4.
En una entrevista del 29 de agosto de 2014 con Kris Aquino en Aquino & Abunda Tonight, Andalio reveló que protagonizaría una nueva teleserie junto con sus excompañeros de casa Joshua García y Jane Oineza, junto a Viña Morales, Denise Laurel y Christian Vasquez. Esta serie fue Nasaan Ka Nang Kailangan Kita, que se emitió del 19 de enero al 16 de octubre de 2015, donde interpretó a Beatrice "Bea" Natividad.
Andalio apareció en dos películas como personaje secundario en las películas Crazy Beautiful You como Mia y Gandarrapiddo: The Revenger Squad como Velle.
Es una exmiembro del grupo de baile femenino GirlTrends que se presenta en It's Showtime y actualmente es miembro de BFF5 junto con Maris Racal, Kira Balinger, Ylona García y Andrea Brillantes.
Fue parte del elenco de la serie de Primetime My Dear Heart interpretando el papel de Agatha Estanislao, la hermana del personaje de Bela Padilla.
En 2017, como parte del 25º aniversario de Star Magic junto con Julia Barretto, Liza Soberano, Kathryn Bernardo, Janella Salvador, Maris Racal, Sofia Andres, Sue Ramirez, Alexa Ilacad, Ylona Garcia, Andrea Brillantes y Kira Balinger, aparecieron como las chicas de portada de la edición de junio de 2017 de la revista Metro como las “doce estrellas jóvenes más atractivas” de Star Magic.
Fue elegida para la serie de televisión en horario estelar The Good Son, interpretando el papel de Hazel.
En 2018, lanzó su canción «Sasamahan Kita», que incorpora un enfoque en los gadgets.

## Filmografía

### Cine
| Año  | Título                            | Director            | Papel         | Nota   |
| ---- | --------------------------------- | ------------------- | ------------- | ------ |
| 2015 | Crazy Beautiful You               | Mae Czarina Cruz    | Mia           | [ 16 ] |
| 2017 | Gandarrapiddo! The Revenger Squad | Joyce Bernal        | Velle         | [ 17 ] |
| 2018 | DOTGA: Da One That Ghost Away     | Tony Y. Reyes       | Joven Canturz | [ 18 ] |
| 2018 | Nakalimutan ko nang kalimutan ka  | Fifth Solomon       | Ella misma    |        |
| 2018 | Hospicio                          | Bobby Bonifacio Jr. | Leslie        |        |
| 2018 | Fantastica                        | Barry Gonzalez      | Rapunzelya    |        |
| 2020 | James & Pat & Dave                | Theodore Boborol    | Pat           |        |
| 2022 | My Teacher                        | Paul Soriano        | Erica         | [ 19 ] |
| 2024 | Friendly Fire                     | Mikhail Red         | Hazel         |        |
| 2025 | Ex Ex Lovers                      | JP Habac            | SC            | [ 20 ] |

### Televisión
| Año       | Título                  | Papel                                         | Nota         |
| --------- | ----------------------- | --------------------------------------------- | ------------ |
| 2015      | Luv U                   | Cheska                                        | 1 episodio   |
| 2015-2018 | Ipaglaban mo            | Ver listaLibay Lanie Olivia                   | 3 episodios  |
| 2016      | Be My Lady              | Margarette                                    | Serie        |
| 2016      | Born for You            | Ella misma                                    | Serie        |
| 2016-2018 | Wansapanataym           | Ver listaGelli Goldie Maria Anna Candy Balane | 32 episodios |
| 2016-2019 | Maalaala mo kaya        | Ver listaAgatha Mascariñas Kikay Annie Jonna  | 4 episodios  |
| 2017      | My Dear Heart           | Agatha                                        | Serie        |
| 2017      | The Good Son            | Hazel Castillo                                | 8 episodios  |
| 2019      | Past, Present, Perfect? | Shantal                                       | 7 episodios  |
| 2019      | The General's Daughter  | Claire del Fierro                             | 4 episodios  |
| 2021      | Unloving U              | Fiona Acosta                                  | 6 episodios  |
| 2022      | The Goodbye Girl        | Mara                                          | 6 episodios  |
| 2022      | Love in 40 Days         | Jane Marasigan                                | 99 episodios |
| 2023-2024 | Pira-pirasong paraiso   | Ver listaBaby Girl Abiog Amanda «Amy» Paraiso | 3 episodios  |

## Banda sonora
| Año  | Título           | Interpretación          | Nota            |
| ---- | ---------------- | ----------------------- | --------------- |
| 2019 | Mga batang poz   | «Sasamahan kita»        | Serie de TV     |
| 2019 | Maalaala mo kaya | «Salamat sa»            | Serie de TV     |
| 2021 | Unloving U       | «Kaya pala», «Saves It» | Miniserie de TV |

## Premios y nominaciones
| Año  | Premio                 | Categoría                             | Nominada por       | Resultado |
| ---- | ---------------------- | ------------------------------------- | ------------------ | --------- |
| 2018 | C1 Originals Award     | Mejor actriz                          | Hospicio           | Nominada  |
| 2020 | YouTube Creator Awards | Reconocimiento a creadores de YouTube |                    | Ganadora  |
| 2022 | Star Awards for Movies | Equipo cinematográfico del año        | James & Pat & Dave | Ganadora  |
| 2022 | Star Awards for Movies | Equipo cinematográfico del año        | James & Pat & Dave | Nominada  |